# Séisme de 2025 à Istanbul
Le 23 avril 2025 à 9 h 49 min 10 s (UTC) (12h49min10, heure locale), un séisme de magnitude 6,2 à 6,3 (Mw) frappe la mer de Marmara, à 21 km au sud-est de Marmara Ereğlisi, dans la province de Tekirdağ, en Turquie, à proximité d'Istanbul.
En dehors des dommages causés, la spécificité de ce tremblement de terre est qu'il marque la continuation de la progression historique d'est en ouest des séismes de la région de la mer de Marmara, au moins depuis 1939. Cette progression est considérée comme particulièrement dangereuse, et elle est sous surveillance spéciale. Elle met en effet en danger une région extrêmement peuplée (la ville d'Istanbul, située dans la proximité du séisme, est peuplée de 16 millions d'habitants). 
Au moins 236 personnes sont blessées, et des dégâts modérés sont signalés dans l'ensemble de la région de Marmara.

## Caractéristiques du séisme
Selon l'IPGP les deux plans nodaux du mécanisme au foyer sont soit un mouvement décrochant senestre sur une faille plongeant à 80 vers l'ouest, et avec un azimut sud-nord de 172°, soit un un mouvement décrochant dextre sur une faille plongeant à 82° vers le nord et avec un azimut ouest-est de 263°.
Selon l'OCA, la distribution du glissement et celle des répliques impliqueraient qu'il s'agit du plan ouest-est, et qu'il y aurait donc environ 15 à 20 km de propagation vers l'est.